# 김정준 (배드민턴 선수)
김정준(1978년 8월 26일~)은 대한민국의 장애인 배드민턴 선수로, 2013년과 2015년, 2017년, 2019년 세계 선수권 대회에서 금메달을 획득했다.